# جاك أنطوان بونباكر

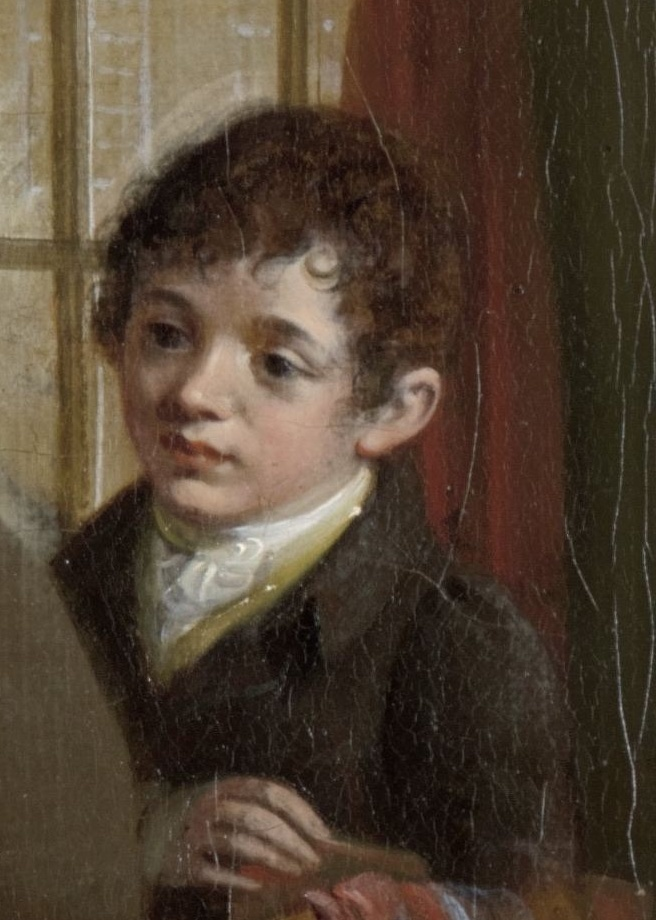
جاك أنطوان بونيباكر (كان يبلغ من العمر 11 عامًا تقريبًا في ذلك الوقت) على صورة عائلية لعائلة أدريانوس بونيباكر. تفاصيل لوحة لأدريان دي ليلي عام 1809، متحف ريجكس أمستردام.

جاك أنطوان بونباكر ولد في امستردام ( 16 نوفمبر 1798 - 17 مارس 1868) كان صائغًا هولنديًا، وصائغًا للفضة والمجوهرات . 

## سيرة شخصية
كان ابن أدريانوس بونباكر (1767-1842) وإليزابيث دو بري (1760-1811). تزوج من ويندلينا إليزابيث فان مانين (1803-1865) في 23 يونيو 1825. ولدت من هذا الزواج ثلاث بنات وولدان، ويليم كريستيان بونيباكر (1827-1906) ويوهانس كريستيان رينير بونيباكر (1829-1883).